# La Aldehuela
La Aldehuela és un municipi de la província d'Àvila, comunitat autònoma de Castella i Lleó, amb una superfície de 17,04 km², una població de 233 habitants (2005) i una densitat de població de 13,91 hab/km².
El seu alcalde és José Hernández Lázaro, pertanyent al Partit Popular. La corporació està formada per cinc regidors d'aquest partit i un del Partit Socialista Obrer Espanyol.
El cura rector del municipi és Julio Díaz Ruiz

## Serveis
- Forma part de la Mancomunitat de Serveis de Barco-Piedrahíta.
- Extensió de l'Escola Rural Agrupada El Calvitero.
- En 1998 es va autoritzar l'obertura d'una farmàcia al municipi.
- Secretari municipal els dilluns, dimecres i divendres de 10 a 2
- Diverses cases rurals a Las Navas i El Rehoyo.
- L'entitat bancària més propera es troba a 6 km. de distància al municipi de La Horcajada.
- El municipi es troba a mitja hora per carretera de l'estació d'esquí de La Covatilla.

## Població
La Aldehuela posseïa 237 habitants segons el cens elaborat per l'INE en 2004 d'ells 117 eren homes i 120 dones.

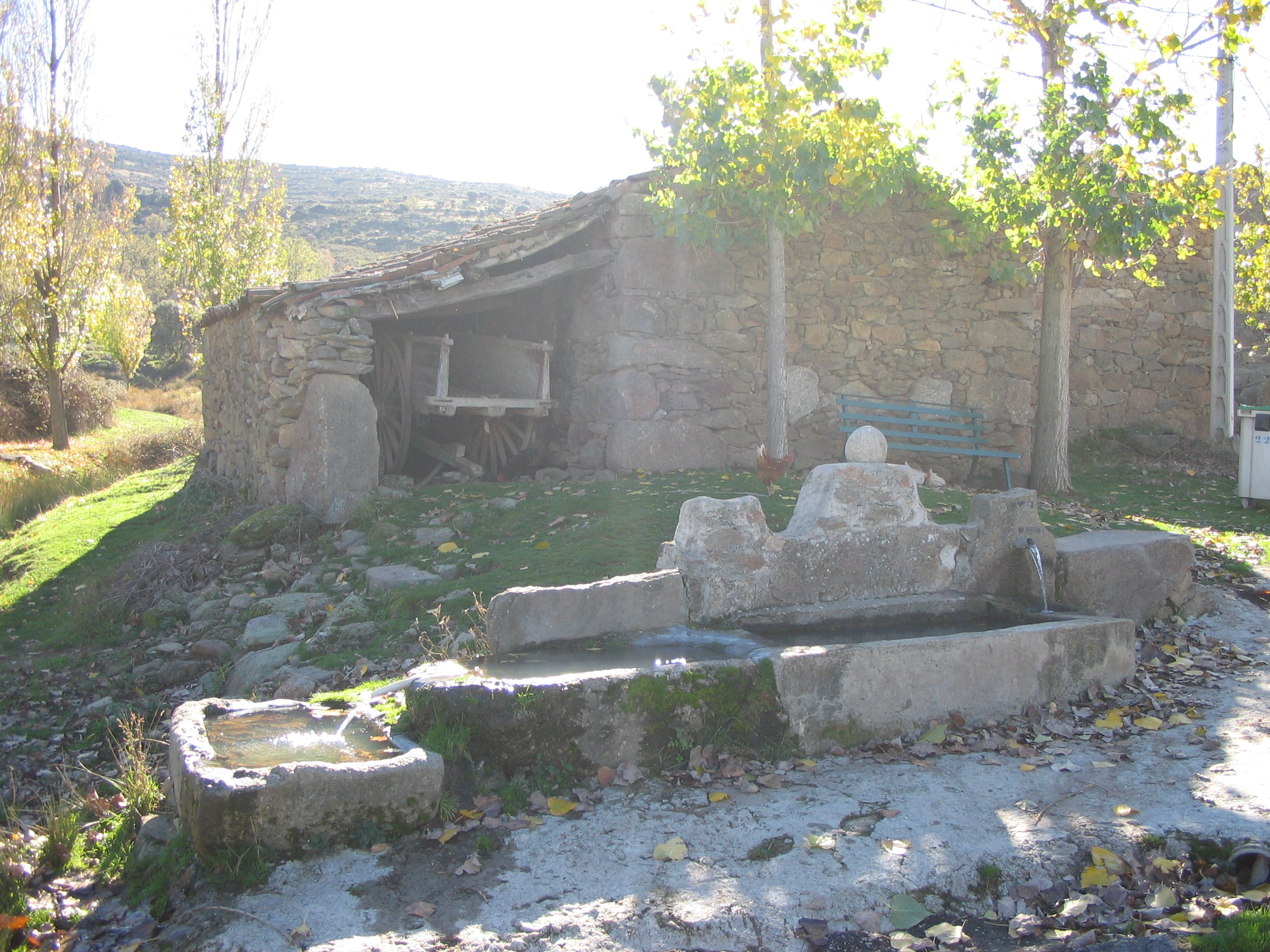
Vista de Las Navas, al municipi de La Aldehuela

| Evolució demográfica de La Aldehuela de 1900 a 2005 |      |      |      |      |      |      |      |      |      |      |      |      |
| 1900                                                | 1910 | 1920 | 1930 | 1940 | 1950 | 1960 | 1970 | 1991 | 1996 | 2001 | 2004 | 2005 |
| 774                                                 | 739  | 784  | 757  | 812  | 911  | 722  | 536  | 309  | 291  | 256  | 237  | 233  |

Posseïx 5 nuclis de població:
- Los Molinos
- Las Navas
- El Rehoyo
- Solanas del Carrascal
- Las Solanillas

## Geografia
El municipi es troba a 70 quilòmetres d'Àvila per la N-110 que en el seu quilòmetre 319,5 divideix el nucli principal de població. La Aldehuela s'estén encaixada en una fèrtil i estreta vall solcada pel rierol Caballeruelos de nord-est a sud-oest. La vall queda delimitat per la serra de Piedrahíta al sud-est i els becs propers a La Horcajada (Madrueña, Peña El Oso i Umbrela, amb més de 1.500 m.) cap al nord-oest, donant pas des de la vall del Corneja a la vall del Tormes. Encara que es troba en el vessant ja del Tormes el municipi ha pertangut al senyoriu de Valdecorneja. El que fa que la seva adscripció comarcal variï segons les fonts considerant-se freqüentment que pertany a la comarca de la Vall del Corneja. Finalment a efectes merament funcionals la Diputació d'Àvila adscriu el municipi a la vegueria de Barco-Piedrahíta, en tot cas la més occidental de la província.
Becs propers són: Tayaruela (1.963 m.), La Dehesa, Los Barranqueros, Cabeza Llana, La Campanilla, Peña Caballera i Los Rullos.
El Rierol Caballeruelo és molt irregular i gairebé s'asseca cada estiu neix en propera la Serra de La Lastra i en la Serra de Piedrahíta. Són els seus afluents diversos rierols i fonts (Rebollar, Bullicia, Gargantilla...). El Caballeruelos desemboca finalment el Tormes en el terme municipal de Vallehondo després de passar per Santa María de los Caballeros i San Lorenzo de Tormes.

### Coordenades dels diferents nuclis de població
- El Rehoyo: latitud 5° 23′ 20″ oest / longitud 40° 25′ 33″ nord.
- Las Navas: latitud 5° 24′ 5″ oest / longitud 40° 24′ 14″ nord.
- La Aldehuela (nucli principal): latitud 5° 24′ 33″ oest / longitud 40° 24′ 37″ nord.

### Municipis limítrofs
- A l'oest: La Horcajada i Santa María de los Caballeros
- Al sud: Aldeanueva de Santa Cruz i Avellaneda.
- A l'est: Santiago del Collado.
- Al nord: Hoyorredondo.

### Medi ambient
La fauna comuna es compon d'animals domesticats que viuen en les granges dels vilatjans (cavalls, vaques, ovelles, gallines i porcs), així com d'animals salvatges com el senglars, guineus, ratapinyades i ginetas. Les aus més comunes so teuladins, caderneres, milans, cigonyes, àguiles, aiguaneus. Quant als amfibis són comunes granotes, sargantanes, gripaus i colobres, llangardaixos i sargantanes de diferent tipus. Finalment destacar que existeix una gran varietat d'insectes i invertebrats.
Els sòls de la zona de La Aldehuela estan formats per pissarres del paleozoic.
La flora de La Aldehuela és rica i variada ja sigui en les nuclis situades als vessants de la vall o en el pla. Els arbres més comuns so nogueres, sauces, roures, grèvols, alzines o castanys. Els arbustos i herbes més comunes són escombres, romaní, arços magalenys, agatunes, guardalobo, orenga i ortigues. Com cultius comuns destaquen arbres fruiters, cereals i hortalisses.
El municipi forma part de la zona de producció agrícola de les mongetes amb la denominació d'origen Judías de El Barco de Ávila.

## Transports i comunicacions
La Aldehuela és parada de dues línies diàries d'autocar amb destinació Madrid ja sigui en la ruta que uneix la capital amb Béjar o amb Plasència, ambdues gestionades per la companyia CEVESA. De dilluns a dissabtes laborables surten 3 autobusos des de La Aldehuela i retornen 4 des de Madrid. El municipi també disposa d'un servei d'autobusos a demanda gestionat per la mateixa empresa que uneix totes les seves nuclis amb El Barco de Ávila.
La Aldehuela posseeix cobertura regular de telefonia mòbil en pràcticament tot el seu terme municipal. Entre 2007 i 2008 es preveu que el nucli de població de El Rehoyo rebi servei de connexió a Internet de banda ampla via satèl·lit, gràcies a un projecte del Ministeri d'Indústria, Turisme i Foment.

## Monuments
- Església: posseïx una sola nau amb una capçalera de forma rectangular més estreta que la planta de la nau i coberta amb cúpules en l'interior. Hi ha un interessant púlpit amb esglaons llaurats. El retaule és de mitjan segle xviii, realitzat per un retablista de la comarca. Es compon d'un banc amb relleus en els carrers laterals, cos de tres carrers separades per columnes, i àtic, on està la imatge de l'Assumpció.

- Ermita de La nostra Senyora del Soto: verge que gaudeix de gran devoció des de l'Edat Mitjana. Va Ser remodelada a la fi del segle xvii o principis del xviii. Té una sola nau i tester pla. Posseïx un camarí darrere del seu retaule, al que s'accedeix per una de les portes del retaule. Encara té mostres de miracles de la Verge i esvotos. El seu retaule major va ser realitzat en 1762 per Miguel Martínez de la Quintana, un dels millors pintors de retaules de Salamanca per aquells temps. Es compon d'un únic cos i un gran àtic comunicat amb el camarí de la Verge a través d'una obertura que té una imatge de La nostra Senyora del Soto de pedra tallada a la fi del Romànic. També existeix altra talla de fusta de la Verge que és de la mateixa època. Aquesta talla és la qual es treu en la processó. L'ermita està situada aproximadament a mitjan llegua (uns 5 quilòmetres) del poble en direcció a Piedrahíta, a la dreta de la N-110. Segons la tradició duent a la verge en un carro de bous cap a Piedrahíta en una de les rampes van rebentar els bous i en aquest just lloc es va fer una petita ermita a riba de la carretera que es va denominar El Santito.

## Història
El municipi va ser integrat en el senyoriu de Valdecorneja el 27 de febrer de 1444 amb el nom de Aldehuela de Sancho Benito, formant part dels llocs dels plans, amb cap en Piedrahíta, dintre del concejo de Santiago.
A la fi del s. XV amb l'augment de la població La Aldehuela adquireix certa autonomia dins el Senyoriu, el que es recull en les ordenances de 1497, que assumptes com els oficis concejiles i certes capacitats judicials, si bé aquestes ordenances van haver de ser aprovades prèviament pel senyor i el concejo de Piedrahíta.
La Aldehuela va ser en 1527 el lloc de naixença de Fernando de Toledo, que arribaria a ser Gran Prior de Castella. Fernando de Toledo va ser el fill bastard que va tenir Fernando Álvarez de Toledo, III duc d'Alba amb una molinera de La Aldehuela. A aquest fet es referiria posteriorment Lope de Vega en la seva comèdia Más mal hay en La Aldegüela del que suena.
Abans de la reorganització provincial de Javier de Burgos en 1833 va pertànyer a la província de Salamanca, com la resta de la comarca natural de l'Alt Tormes.

## Heràldica
En or, una àguila de sabre, surmontada d'una estrella d'atzur, i ficada al llit de dues veneres del seu color, retocades també d'or.

## Festes
- Nostra Senyora de l'Assumpció (8 de setembre): es commemora a la patrona del poble. Els fidels arriben fins a l'ermita a cavall, generalment vestits amb el vestit típic. En la taula se subhasten banzos .
- Festa de l'Estiu (juny).
- Festa dels Nens (diumenge d'agost).
- Romiatge per a netejar les fonts (primer dijous d'agost), obligada històricament pel corregidor del Duc d'Alba amb l'objecte que el poble no perdés el dret a l'aigua ordenat pel duc.